# Bistum Ełk
Das Bistum Ełk (lat.: Dioecesis Liccanensis, poln.: Diecezja ełcka) ist eine in Polen gelegene römisch-katholische Diözese mit Sitz in Ełk (deutsch Lyck). 

## Geschichte
Das Bistum Ełk wurde am 25. März 1992 durch Papst Johannes Paul II. mit der Apostolischen Konstitution Totus Tuus Poloniae populus aus Gebietsabtretungen des Erzbistums Ermland und des Bistums Łomża errichtet. Es wurde dem Erzbistum Ermland als Suffraganbistum unterstellt.

## Bischöfe von Ełk
- Wojciech Ziemba, 1992–2000, dann Erzbischof von Białystok
- Edward Samsel, 2000–2003
- Jerzy Mazur SVD, seit 2003

## Dekanate
| - Biała Piska (Bialla, 1938–1945 Gehlenburg) - Ełk (Lyck) - Giżycko (Lötzen) - Gołdap (Goldap) - Mikołajki Mazurskie (Nikolaiken, Masuren) - Olecko (Marggrabowa, Treuburg) - Pisz (Johannisburg) - Węgorzewo (Angerburg) | - aus dem Bistum Ermland: - Augustów-Wschód - Augustów-Zachód - Filipów - Sejny - Suwałki-Południe - Suwałki-Północ | - im Bistum Łomża - preußisch(Wólka Karwowska) - Rajgród - Rydzewo |

## Bistumspatron
- Hl. Brun von Querfurt  3. März

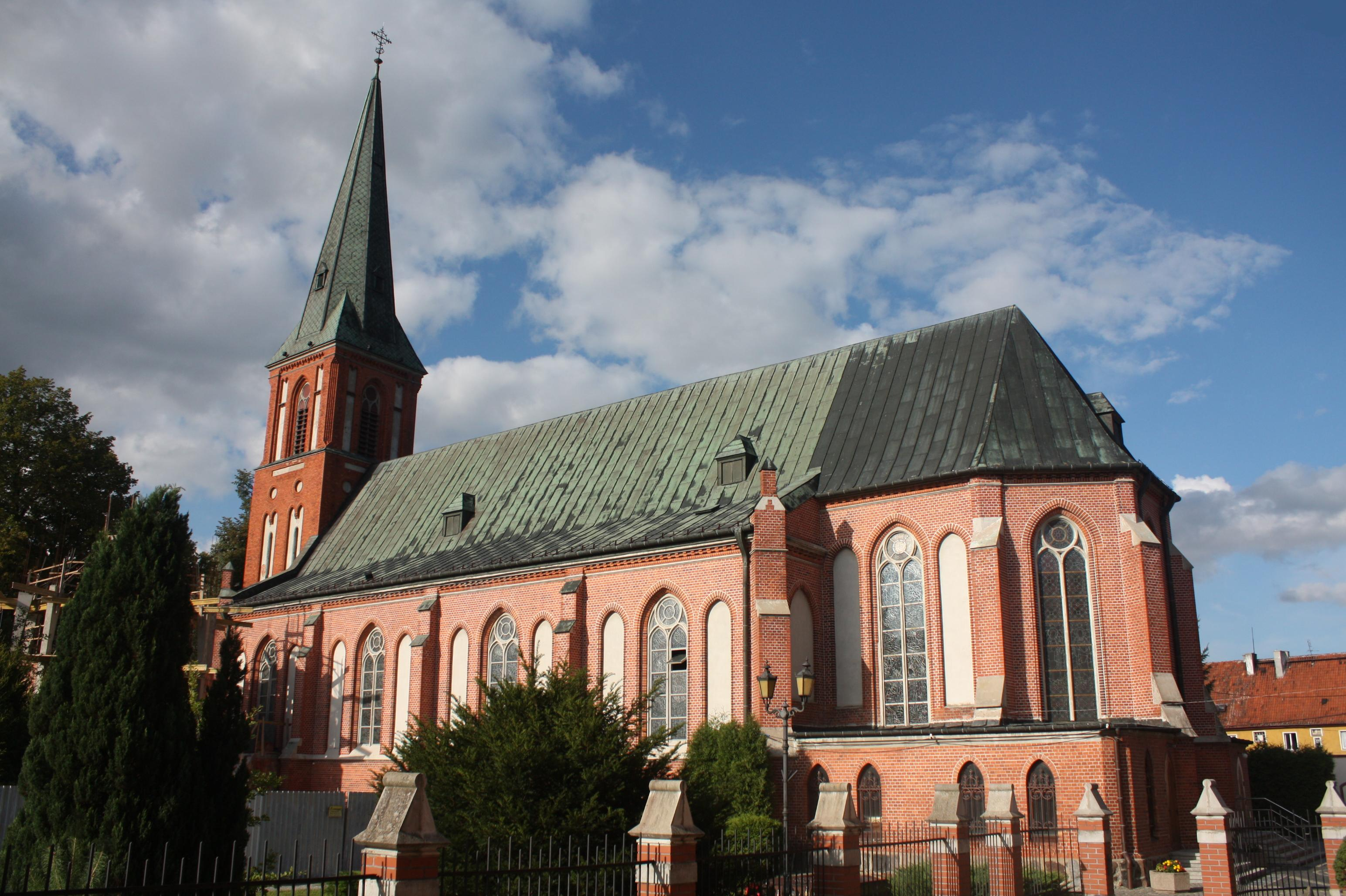
Kathedrale in Ełk
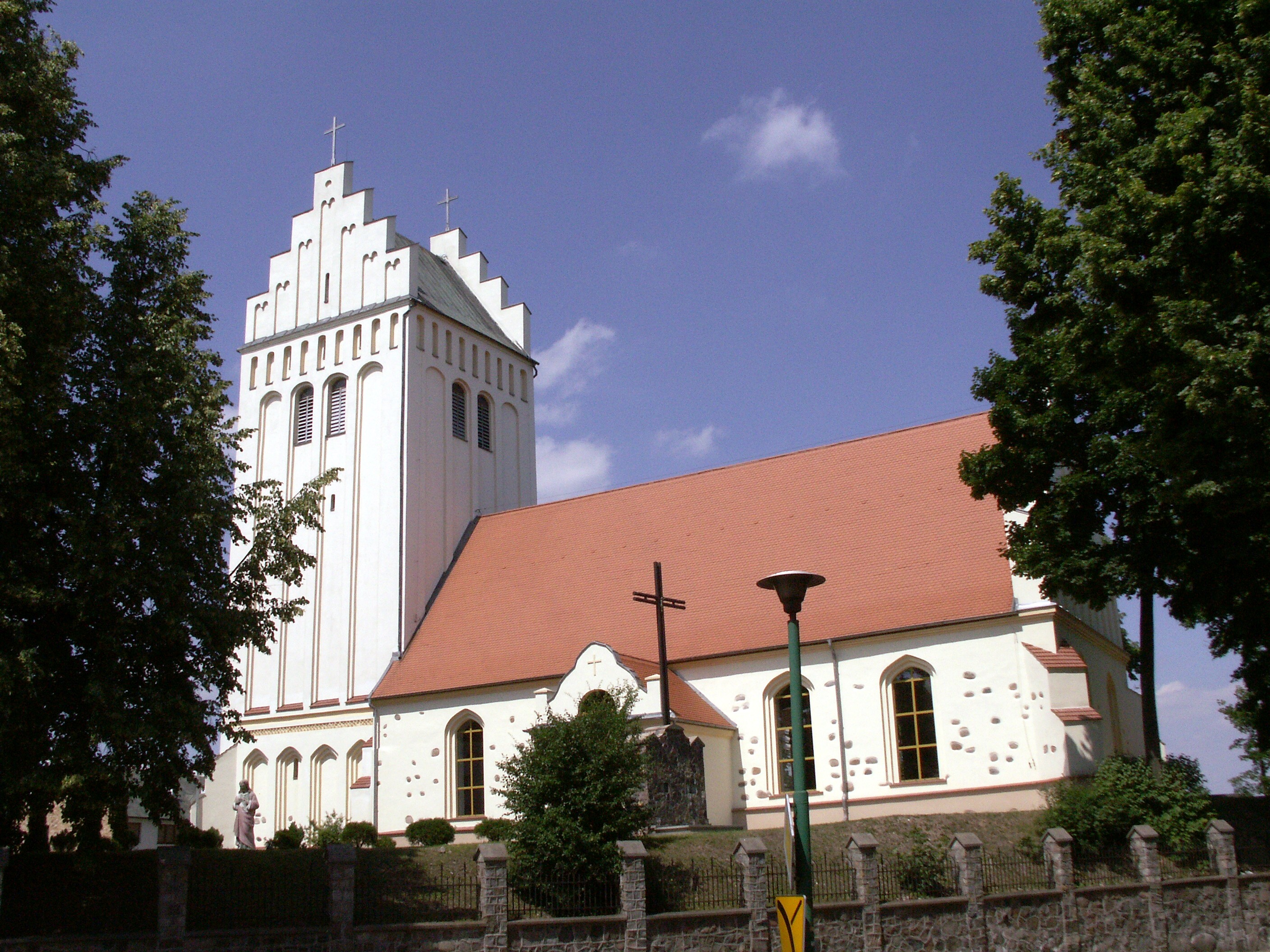
Konkathedrale in Gołdap
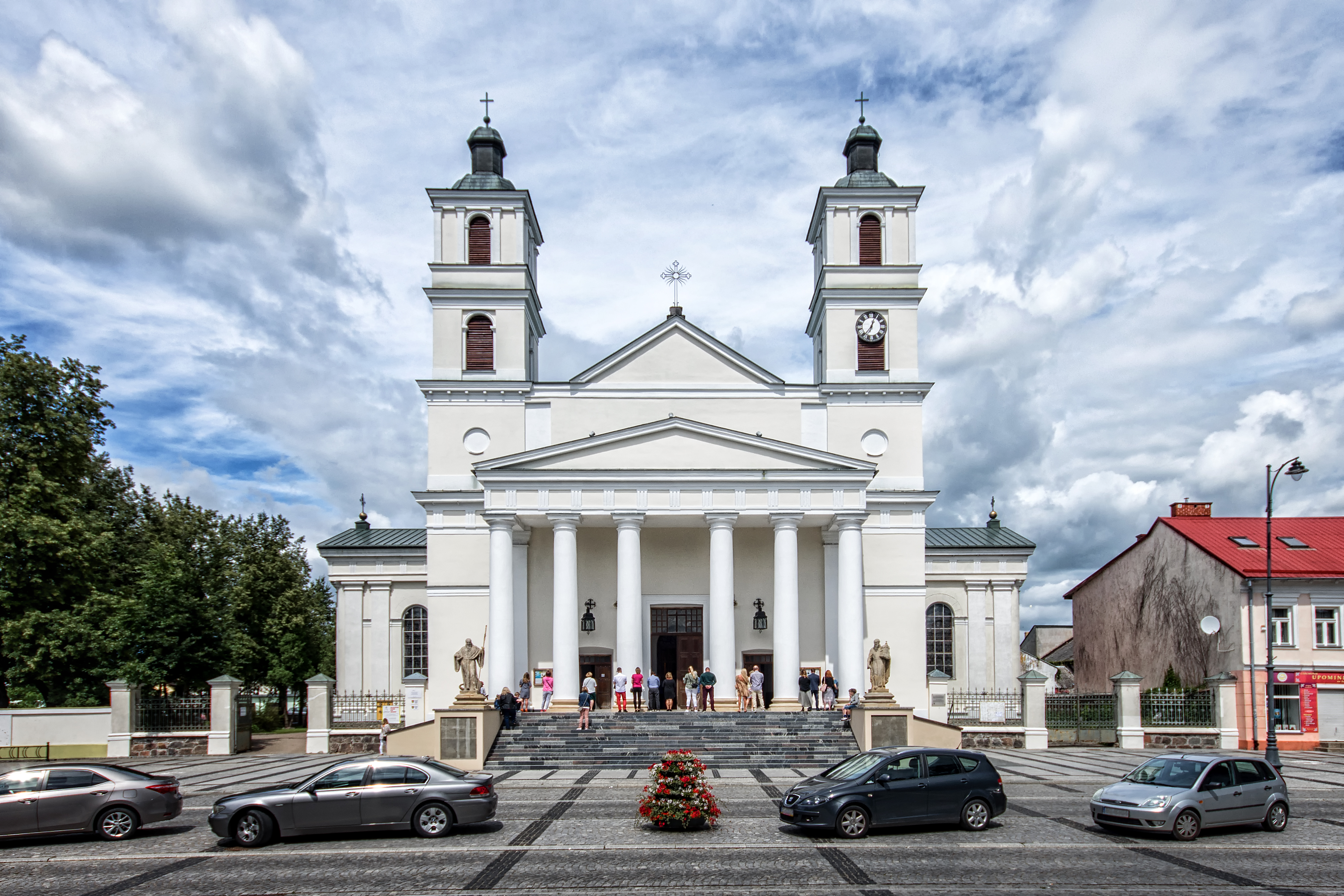
Konkathedrale in Suwałki